# Sparekassen Lolland
Sparekassen Lolland A/S, markedsført som Spar Lolland, var en dansk sparekasse, der blev etableret i 1870 under navnet Den lollandske Landbostands Sparekasse, der i 2013 blev overtaget af Jyske Bank. Banken havde hovedkontor i Nakskov og filialer på Lolland-Falster, i Næstved, Roskilde, Køge og på Strøget i København. Spar Lolland blev 25. januar 2013 overtaget af Jyske Bank som følge af, at Finanstilsynet havde pålagt Spar Lolland så store nedskrivninger, at den måtte lade sig overtage. Aktionærerne og långivere mistede derved alle deres penge.
I 2005 købte sparekassen Finansbanken A/S. I 2011 overtog Sparekassen Lolland banken Eik Bank Danmark fra Finansiel Stabilitet.
Finanstilsynet krævede ved en inspektion så skrappe krav til nedskrivninger, at egenkapital i Spar Lolland helt ville forsvinde. Bankens markedsværdi var inden krakket på 81 millioner kroner fordelt på 12 millioner aktier. Spar Lolland havde 45.000 kunder, mens FinansNetbanken havde 70.000 kunder. Balancen var på 12,9 milliarder kroner, og udlånet udgjorde 7,1 milliarder kroner og indlån 9,7 milliarder kroner.